# قلعة القط

صورة لقلعة القط

قلعة القط هي كتلة صخرية بركانية شاهقة تتميز بنتؤتها وتجويفاتها تقع في بلدة مجدل سلم في جبل عامل (جنوب لبنان)، وسميت باسم «قلعة القط» بسبب ما فيها من السنانير البرية (نوع من القطط).
ويقال أن سبب هذا النتوء هو سقوط نيزك في تاريخ غير محدد. وقد أجريت فحوصات فيزيائية على الصخور لقلعة القط وتبين أن الصخور الموجودة ليست من نفس الطبيعة الفيزيائية الموجودة في المحيط وتلزم فحوصات مخبرية ومقارنتها بغيرها من النيازك لاثبات أنّه نيزك.